# Andrzej Stefański (dziennikarz)
Andrzej Stefański (ur. 8 sierpnia 1957 w Bytomiu) – polski dziennikarz, działacz opozycji w PRL, były redaktor naczelny katowickiego i stołecznego wydania Gazety Wyborczej.

## Życiorys
Absolwent II Liceum Ogólnokształcącego im. Stanisława Staszica w Tarnowskich Górach. Ukończył etnologię na Uniwersytecie Jagiellońskim w Krakowie. W latach 80. działał w opozycji. Był współtwórcą Terenowej Komisji Koordynacyjnej w Tarnowskich Górach. Współtworzył i redagował pismo „Informator Tarnogórski”. Działał w Duszpasterstwie Ludzi Pracy, kolportował podziemną prasę i wydawnictwa.
W stanie wojennym dwukrotnie internowany. W latach 1983–1988 związany z Ruchem Młodej Polski. Od lipca 1989 korespondent Gazety Wyborczej ze Śląska i Zagłębia Dąbrowskiego. Od 22 lutego 1990 do 15 maja 2001 twórca i redaktor naczelny katowickiego wydania Wyborczej (do 2001 ukazującego się pod nazwą „Gazeta w Katowicach”). Potem do 31 grudnia 2005 naczelny stołecznego wydania gazety.
W 2010 został dyrektorem Zespołu Społecznego w biurze Rzecznika Praw Obywatelskich prof. Ireny Lipowicz. Po zmianie struktury organizacyjnej Biura RPO objął funkcję Głównego Koordynatora ds. Projektów Społecznych w Biurze Rzecznika Praw Obywatelskich.
Jest pomysłodawcą audiobooka „My som stond”, zbioru reportaży i wywiadów poświęconych tożsamości Górnego Śląska wydanego w grudniu 2008 przez Polskie Radio Katowice i wydawnictwo Fabryczna 23.
W 2024 otrzymał z rąk burmistrza Arkadiusza Czecha „Srebrne Skrzydło” – nagrodę burmistrza Tarnowskich Gór. Od kilku lat jest działaczem Wspólnoty Sant’Egidio.